# 村田麻衣子
村田 麻衣子（むらた まいこ、8月1日 - ）は、日本の俳優、声優。

## 出演作品

### 舞台
- 学園迷宮（仁科佐知）
- 髪結橋のロビン・グッドフェロー（明子）
- 桜SAKURAサクラ（蛭子）
- しあわせになりたい（由香子）
- ハッピーサーバー
- 深沢ハイツ302　～もう一つのニュートンの林檎～

### テレビアニメ
- あらしのよるに 〜ひみつのともだち〜（おばさんぶちヤギ）

### ゲーム
- 蒼空のフロンティア
- V.D. -バニッシュメント・デイ-（エルナト）